# Winters (Kalifornien)
Winters ist ein Dorf im Yolo County im US-Bundesstaat Kalifornien.
Das U.S. Census Bureau hat bei der Volkszählung 2020 eine Einwohnerzahl von 7115 ermittelt.
Winters liegt zwischen Redding und Vacaville an der Panamericana.

## Persönlichkeiten
- John Brinck (1908–1934), Ruderer